# 何维为
何维为（1924年—2012年），男，满族，黑龙江宁安人，中国人体解剖学家，曾任中国医科大学教授、博士生导师。